# Riddle of Fire
Pour plus de détails, voir Fiche technique et Distribution.
Riddle of Fire est une comédie américaine réalisée par Weston Razooli et sortie en 2023,.

## Synopsis
Pour pouvoir jouer à leur jeu vidéo , trois enfants (les 2 frères Hazel et Jodie, accompagnés de leur amie Alice) vont devoir partir à la recherche d'une recette de tarte aux myrtilles et trouver tous les ingrédients pour la préparer. Ce faisant, ils seront emportés dans une aventure grisante où ils vont se faire une nouvelle amie tout en ayant maille à partir avec sa peu commode famille.

## Fiche technique
Sauf indication contraire, les informations mentionnées dans cette section peuvent être confirmées par les bases de données cinématographiques IMDb et Allociné,  présentes dans la section « Liens externes ».
- Titre original : Riddle of Fire
- Réalisation et scénario : Weston Razooli
- Musique :
- Décors : Meg Cabell
- Costumes : Alivia Matchett
- Photographie : Jake L. Mitchell
- Son : Garrard Whatley
- Montage : Weston Razooli
- Production : Sohrab Mirmont, Weston Razooli, David Atrakchi et Lio Tipton
  - Production déléguée : Donna Gruneich, Sophie Meister et Jay Van Hoy
- Sociétés de production : FullDawa Films et Anaxia
- Société de distribution : ASC Distribution
- Budget :
- Pays de production :  États-Unis
- Langue originale : anglais
- Format : Super 16 mm
- Genre : Comédie
- Durée : 114 minutes
- Dates de sortie :
  - France :
    - 20 mai 2023 (Cannes)
    - 17 avril 2024 (en salles)

  - États-Unis :
    - 25 octobre 2023 (Philadelphie)
    - 22 mars 2024 (en salles)

## Distribution
- Phoebe Ferro : Alice
- Charlie Stover : Hazel A'Dale
- Skyler Peters : Jodie A'Dale
- Lio Tipton : Anna-Freya Hollyhock
- Charles Halford (en) : John Redrye
- Weston Razooli : Marty Hollyhock, frère d'Anna-Freya
- Andrea Browne : Kels Hollyhock, soeur d'Anna-Freya
- Rachel Browne : Suds Hollyhock, soeur d'Anna-Freya
- Lorelei Olivia Mote : Petal Hollyhock, fille d'Anna-Freya
- Danielle Hoetmer : Julie A'Dale, la mère d'Hazel et Jodie
- Chuck Marra : Otomo Pete
- Colleen Baum : Celia la boulangère
- Austin Archer : Chip / Dana Troubadour
- Lonzo Liggins : l'officier Neff
- Sohrab Mirmont : DJ März

## Sortie et accueil

### Accueil critique
En France, le site Allociné propose une moyenne de 3,6⁄5, d'après l'interprétation de 14 critiques de presse.